# Henrik IV av Holstein
Greve Henrik IV av Holstein, född 1397, stupad vid belägringen av Flensburg 28 maj 1427, begravd i St Laurentius kyrka i Itzehoe, var greve av Holstein och hertig av Schleswig 1404–1427. Son till Gerhard VI av Holstein (stupad 1404) och Katharina Elisabeth av Braunschweig-Lüneburg (död 1417/1422).

## Biografi
Henrik var blott sju år gammal vid faderns död. Drottning Margareta strävade efter att undantränga hans släkt från sitt nyvunna hertigdöme i Sønderjylland; hon krävde förmyndarskapet över Henrik, och han sändes till Danmark för att uppfostras där.
Henrik var en yngling då nordiske unionskung Erik av Pommern gjorde anspråk på hertigdömet. 1413 försvarades Henriks sak i Nyborg av morbrodern hertig Henrik den milde av Braunschweig-Lüneburg, men denne övergick till kungens sida. Förgäves ansökte den unge Henrik kungen om förläningen; Erik ställde som första villkor att schauenburgarna helt skulle uppge de besittningar de hade norr om Eider. Sommaren 1417 lyckades kungen erövra staden Schleswig.
Då ingrep Henriks farbror med samma namn, den utvalde biskopen av Osnabrück. Farbrodern ilade till Hamburg och återvände därifrån med legotrupper, och snart kom också flera nordtyska furstar till hjälp. Den största faran avvärjdes, och unge Henrik ställde sig efter farbroderns död 1421 själv i spetsen för kampen mot kungens trupper runtom i Sønderjylland. Kejsar Sigismunds dom 1424 gick emot schauenburgarna, detta trots att Henrik själv rest till Ungern för att där föra sin talan, men de faktiska förhållandena ändrades ej.
Hansestäderna övergav nu kungens parti. På Hansedagen i Lübeck framställde Henrik den fara städerna hotades av från det förenade Norden, och påminde dem om att Lübeck och holsteinarna vid Bornhöved 1227 hade kunnat bryta den danska övermakten. Henrik blev nu ledare för en mäktig koalition mot kung Erik. 1427 inneslöt han Flensburg från landsidan medan en hanseatisk flotta lade sig i fjorden och spärrade all tillförsel. Ett stormangrepp var fastsatt till Kristi Himmelfärdsdag, men redan kvällen innan påbörjade de hamburgska legotrupperna ett förhastat angrepp. Henrik kastade sig då in i striden men blev i stadens vallgrav dödligt sårad (28 maj 1427).
En samtida holsteinsk skrivare jämrar sig i sin krönika över hertig Henriks tidiga död och rosar i starka ordalag hans personlighet, hans kyskhet, hans rättfärdighet och mod. Henriks hustru, en prinsessa av Braunschweig, skall ha förblivit i änkestånd av kärlek till den döde. Henriks bror Adolf förde kampen vidare mot kung Erik, till en för schauenburgarna lyckad utgång.